# Europejskie Igrzyska Halowe w Lekkoatletyce 1968 – pchnięcie kulą mężczyzn
Pchnięcie kulą mężczyzn – jedna z konkurencji technicznych rozgrywanych podczas lekkoatletycznych europejskich igrzysk halowych w hali Palacio de Deportes w Madrycie. Rozegrano od razu finał 9 marca 1968. Zwyciężył reprezentant RFN Heinfried Birlenbach. Tytułu z poprzednich igrzysk nie obronił Nikołaj Karasiow ze Związku Radzieckiego, który tym razem zdobył brązowy medal.

## Rezultaty
Rozegrano od razu finał, w którym wzięło udział 11 miotaczy.
Opracowano na podstawie materiału źródłowego.
| Miejsce | Zawodnik             | Wynik |
| ------- | -------------------- | ----- |
| 1       | Heinfried Birlenbach | 18,65 |
| 2       | Władysław Komar      | 18,40 |
| 3       | Nikołaj Karasiow     | 18,35 |
| 4       | Traugott Glöckler    | 18,33 |
| 5       | Edy Hubacher         | 18,33 |
| 6       | Arnjolt Beer         | 18,12 |
| 7       | Pierre Colnard       | 18,02 |
| 8       | Eduard Guszczin      | 18,00 |
| 9       | Bjørn Bang Andersen  | 17,90 |
| 10      | Tomislav Šuker       | 17,73 |
| 11      | Thord Carlsson       | 17,20 |